# Чемпіонат Азії та Океанії з хокею із шайбою серед юніорів 1991
Чемпіонат Азії та Океанії з хокею із шайбою серед юніорів 1991 — 8-й розіграш чемпіонату Азії та Океанії з хокею серед юніорських команд. Чемпіонат проходив у китайському місті Гірин. Турнір проходив з 3 по 9 березня 1991 року.

## Підсумкова таблиця
| М | Команда        | І | В | Н | П | ШЗ | ШП  | Різ  | О |
| - | -------------- | - | - | - | - | -- | --- | ---- | - |
|   | Японія         | 4 | 3 | 1 | 0 | 62 | 6   | +56  | 7 |
|   | КНР            | 4 | 3 | 1 | 0 | 49 | 11  | +38  | 7 |
|   | Північна Корея | 4 | 2 | 0 | 2 | 18 | 11  | +7   | 4 |
| 4 | Південна Корея | 4 | 1 | 0 | 3 | 31 | 20  | +11  | 2 |
| 5 | Мексика        | 4 | 0 | 0 | 4 | 3  | 115 | –112 | 0 |

Фейр-Плей здобула збірна Мексики.

## Результати
- Японія 43 – 0  Мексика
- КНР 4 – 2  Північна Корея
- Японія 7 – 1  Північна Корея
- КНР 9 – 3  Південна Корея
- Японія 7 – 0  Південна Корея
- Північна Корея 13 – 0  Мексика
- Північна Корея 2 – 0  Південна Корея
- КНР 31 – 1  Мексика
- Південна Корея 28 – 2  Мексика
- Японія 5 – 5  КНР